# Priscilla White
Priscilla White (* 17. März 1900 in Boston; † 16. Dezember 1989 in Ashland, Massachusetts) war eine amerikanische Diabetologin. Sie fungierte langjährig als Leiterin der Kinder- und Jugendabteilung der von Elliott P. Joslin gegründeten Diabetesklinik in Boston sowie als Professorin an der Harvard University und an der Tufts University.
Schwerpunkt ihres wissenschaftlichen und ärztlichen Interesses war insbesondere der Diabetes mellitus während der Schwangerschaft und im Kindesalter. Als ihr wichtigstes Verdienst gilt die Steigerung der Überlebensrate von neugeborenen Kindern diabetischer Mütter in der Joslin-Klinik von rund 54 Prozent in den 1920er Jahren auf etwa 97 Prozent zum Ende der 1970er Jahre.

## Leben
Priscilla White begann nach dem Highschool-Abschluss im Jahr 1917 ein Studium der Liberal Arts am Radcliffe College in Cambridge, Massachusetts. Zwei Jahre später wechselte sie an die Tufts University, an der sie bis 1923 Medizin studierte und das Studium als Drittbeste ihres Jahrgangs abschloss. 1924, zwei Jahre nach der Einführung des Insulins in die Behandlung des Diabetes mellitus durch Frederick Banting und Charles Best, ging sie an die von Elliott P. Joslin geleitete Diabetesklinik am New England Deaconess Hospital in Boston.
Fast von Beginn an übertrug ihr Joslin, dessen Umgang mit ihr White in ihren Erinnerungen als ausgeprägtes Vater-Tochter-Verhältnis beschrieb, die Zuständigkeit für die von der Klinik betreuten diabetischen Mütter und Kinder. Im Jahr 1932 veröffentlichte sie mit dem Werk „Diabetes in Childhood and Adolescence“ ihre erste wichtige Monografie, nachdem sie zuvor bereits das Kapitel über Diabetes mellitus während der Schwangerschaft in der vierten Ausgabe von Joslins „The Treatment of Diabetes mellitus“ geschrieben hatte.
Neben der Leitung der Kinder- und Jugendabteilung der Joslin-Klinik lehrte Priscilla White sowohl an der Harvard University als auch an der Tufts University als Assistenzprofessorin für Medizin. An einer Reihe weiterer Krankenhäuser in Boston und dessen Umgebung war sie beratend tätig. Im Laufe ihrer Karriere betreute sie rund 2.200 Geburten von diabetischen Müttern und über 10.000 Kinder mit Diabetes. Sie selbst blieb unverheiratet und kinderlos und ging 1975 in den Ruhestand. 1989 starb sie in Ashland infolge eines Herzinfarkts.

## Wissenschaftliches und ärztliches Wirken
Priscilla White widmete sich vielfältigen Aktivitäten im Bereich der klinischen Forschung, mit einem besonderen Schwerpunkt auf der Verbesserung der Überlebenswahrscheinlichkeit von neugeborenen Kindern diabetischer Mütter. Diese betrug in Joslins Klinik in den 1920er Jahren 54 Prozent und war bis zum Ende der 1970er Jahre auf 97 Prozent gestiegen. Diesbezüglich erkannte Priscilla White insbesondere die Bedeutung einer strikten Einstellung einer nichtdiabetischen Stoffwechsellage während der gesamten Schwangerschaft sowie gegebenenfalls einer frühen Entbindung.
Als ihr zweiter wichtiger Beitrag zur Diabetologie gilt eine von ihr entworfene Klassifikation des Diabetes während der Schwangerschaft in Abhängigkeit vom Manifestationsalter und der Erkrankungsdauer sowie dem Auftreten von Arteriosklerose, von Komplikationen an den Nieren sowie von diabetischer Retinopathie. Diese als White Classification of Diabetic Pregnancies bezeichnete Einteilung fand weitreichende Verbreitung und ermöglichte die Abschätzung des Krankheitsverlaufs sowie der Überlebenswahrscheinlichkeit von neugeborenen Kindern diabetischer Mütter und damit die individuelle Anpassung entsprechender Maßnahmen während der Schwangerschaft.
Darüber beschäftigte sie sich mit der Heritabilität, dem Verlauf und der Behandlung des Diabetes mellitus bei Kindern sowie den psychosozialen Aspekten der Erkrankung. Im Bereich der Grundlagenforschung unterstützte sie insbesondere Untersuchungen zur Heilung des Diabetes mellitus durch Inselzelltransplantation.

## Auszeichnungen und Würdigung
Das Middlebury College, die Tufts University und das Woman’s Medical College of Pennsylvania verliehen Priscilla White die Ehrendoktorwürde. Vom American College of Physicians, der Berufsvereinigung der Internisten in den USA, wurde sie zum Fellow (F.A.C.P.) ernannt. Sie war 1960 die erste Frau, welche die Banting Memorial Lecture an der University of Toronto hielt. Darüber hinaus wurde sie im gleichen Jahr für ihre weitreichenden und langjährigen Verdienste im Bereich der Diabetologie ebenfalls als erste Frau mit der Banting-Medaille ausgezeichnet, der höchsten wissenschaftlichen Ehrung der American Diabetes Association. Nach ihr benannt ist die von der Joslin-Klinik und der medizinischen Fakultät der Harvard University jährlich veranstaltete Priscilla White Lecture.

## Werke (Auswahl)
- Diabetes in Pregnancy. In: Elliott Joslin (Hrsg.): The Treatment of Diabetes mellitus. Vierte Ausgabe. Philadelphia 1928, S. 861–872
- Diabetes in Childhood and Adolescence. Philadelphia 1932
- On the Inheritance of Diabetes Mellitus. In: Proceedings of the National Academy of Sciences. 19(6)/1933, S. 631–635
- Diabetes mellitus: Handbook for Physicians. New York 1956 (als Mitautorin)
- Classification of Obstetric Diabetes. In: American Journal of Obstetrics & Gynecology. 130/1978, S. 228–230